# Acceptor de electron
Un acceptor de electron este o specie chimică care poate să accepte un anumit număr de electroni de la o altă specie. Acceptorii de electroni acționează ca agenți oxidanți într-un proces de oxido-reducere. 